# 트라시강

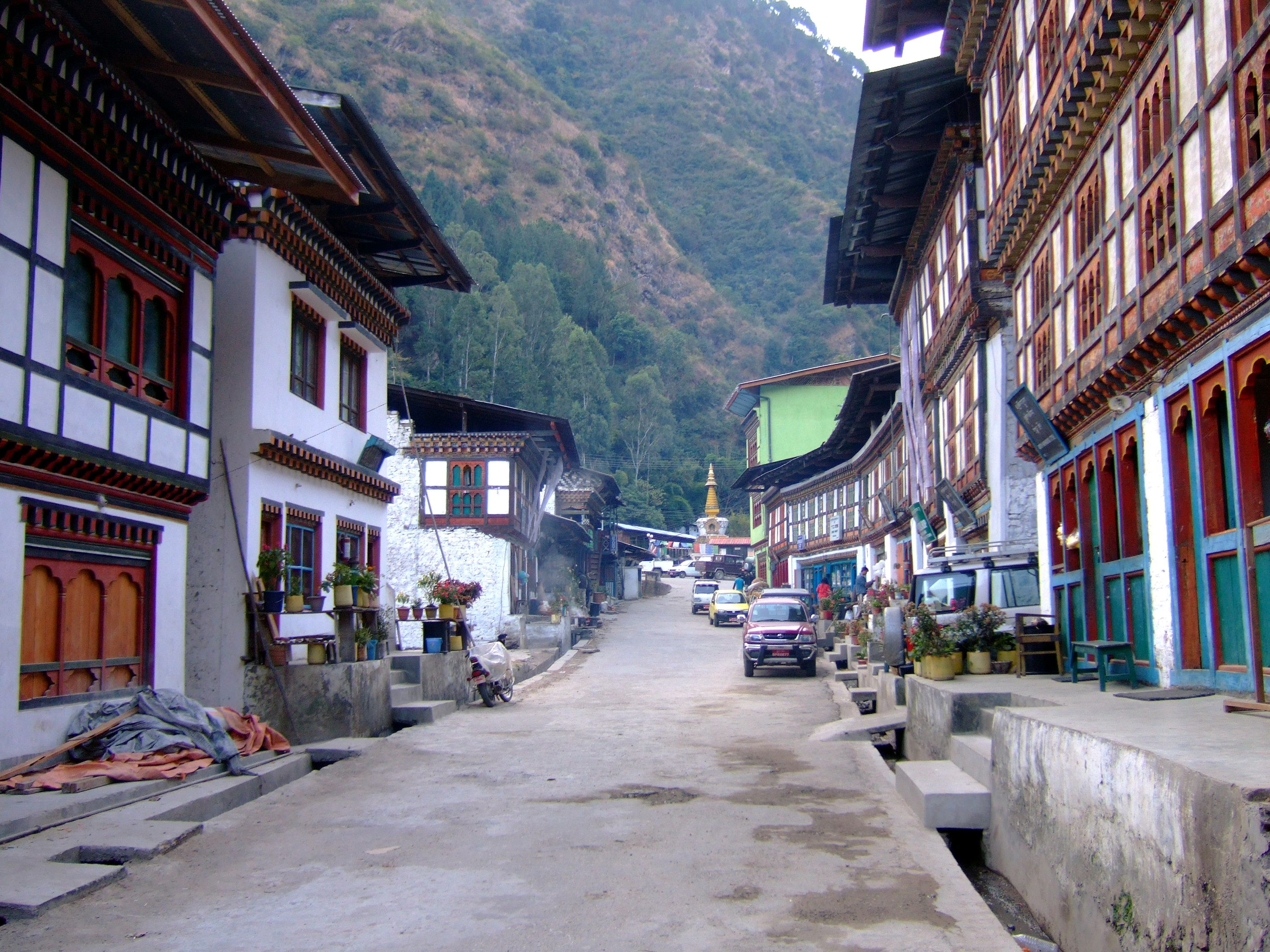
트라시강 시가지

트라시강(종카어: བཀྲ་ཤིས་སྒང་།, Trashigang)는 부탄 동부에 위치한 도시로, 트라시강 현의 현청 소재지이며 인구는 2,383명(2005년 기준)이다.

## 사진

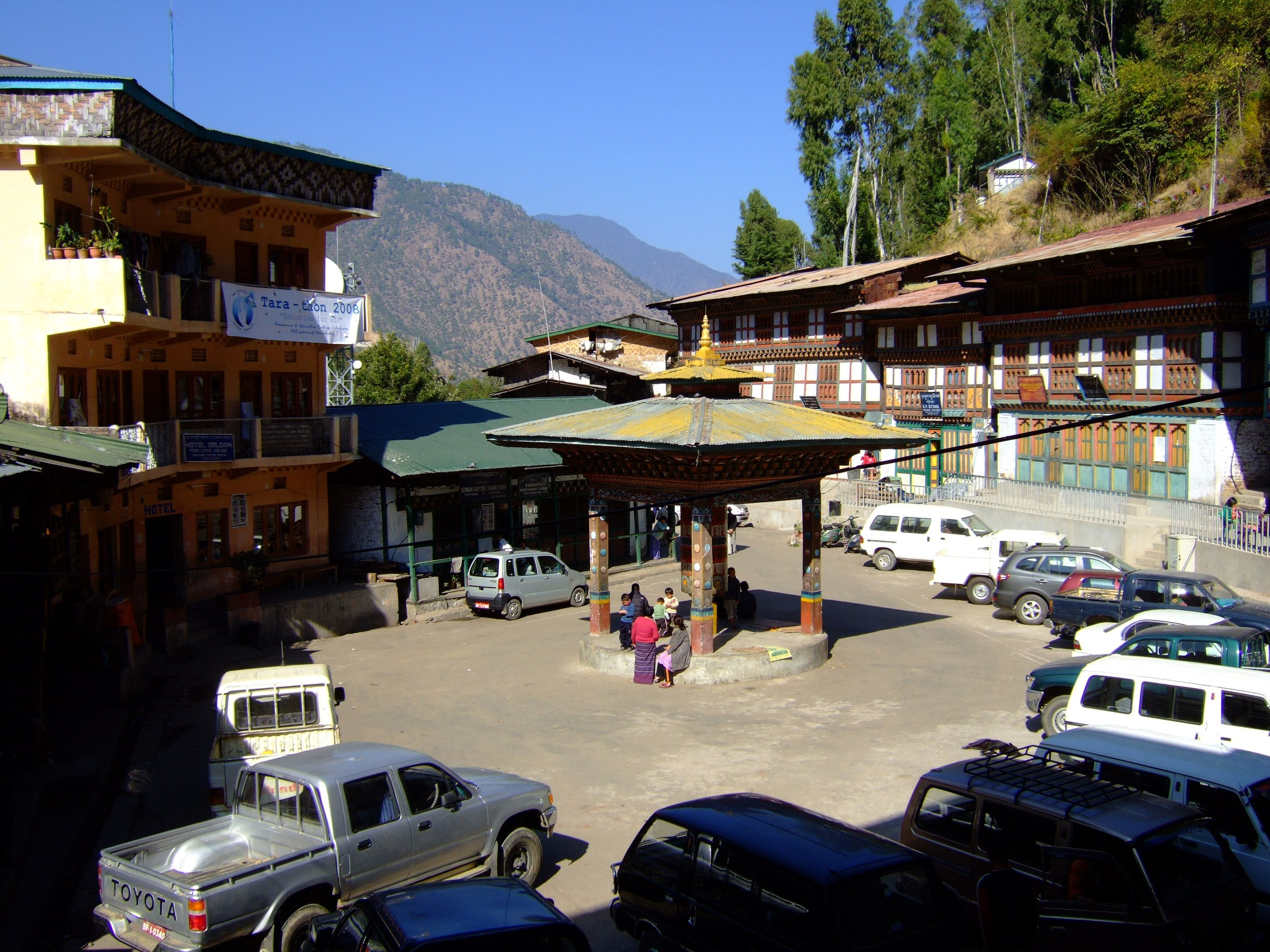
트라시강 상가 (2008년 1월)
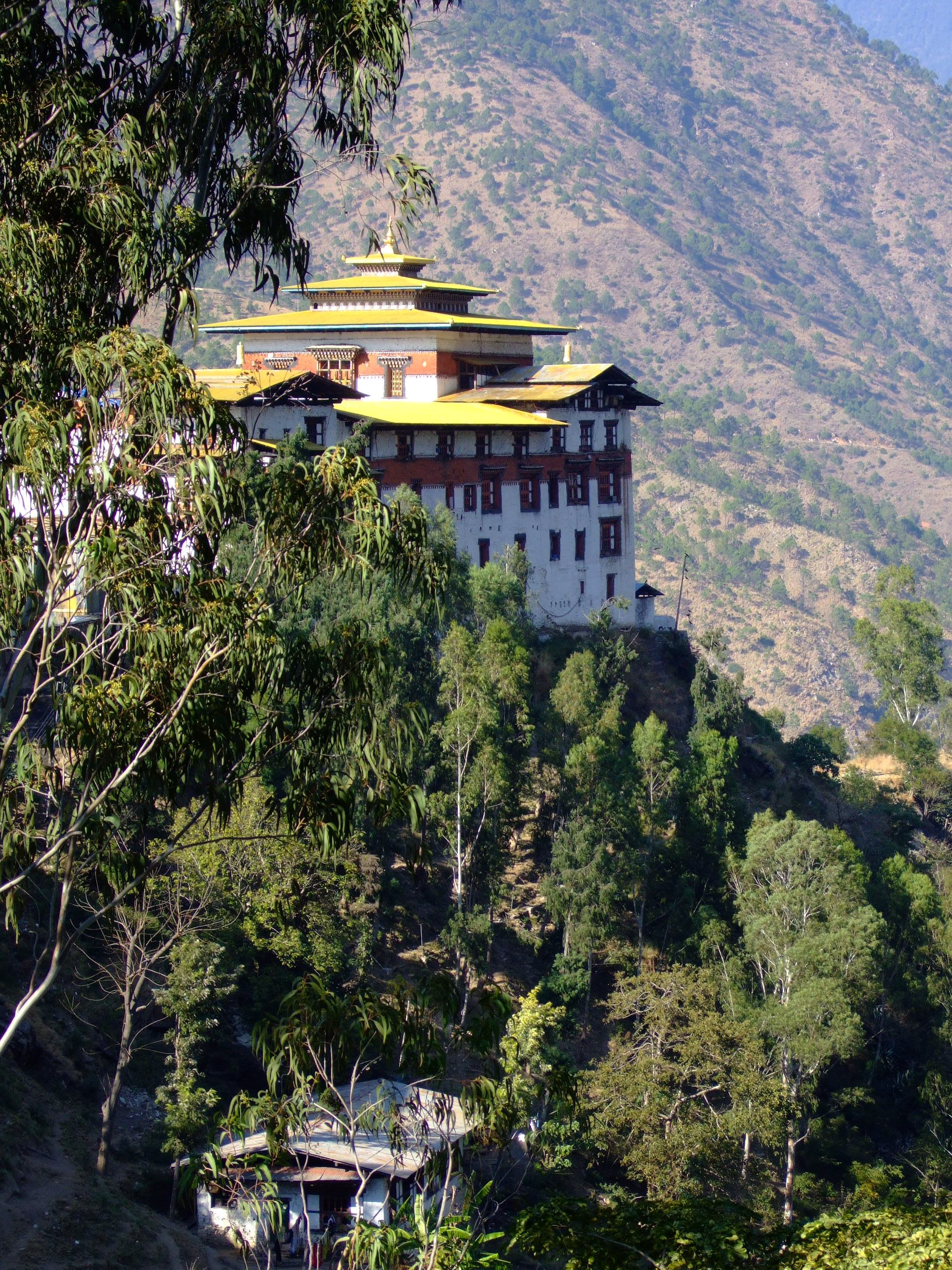
트라시강 사원 (2008년 1월)